# Liste des gouvernements de la Turquie
Ceci est la liste des gouvernements de la république de Turquie. 

## Liste
| N°                                                                           | Gouvernement  | Période                               | Durée                      | Parti(s)                                                       | Parti(s)                                                   |
| ---------------------------------------------------------------------------- | ------------- | ------------------------------------- | -------------------------- | -------------------------------------------------------------- | ---------------------------------------------------------- |
| Délégation des députés de l'exécutif (1920-1923) İcra Vekilleri Heyeti       |               |                                       |                            |                                                                |                                                            |
| I                                                                            | Atatürk       | 3 mai 1920 - 24 janvier 1921          | 8 mois et 21 jours         |                                                                | Sans                                                       |
| II                                                                           | Çakmak I      | 24 janvier 1921 - 19 mai 1921         | 3 mois et 25 jours         |                                                                | Sans                                                       |
| III                                                                          | Çakmak II     | 19 mai 1921 - 9 juillet 1922          | 1 an, 1 mois et 20 jours   |                                                                | Sans                                                       |
| IV                                                                           | Orbay         | 9 juillet 1922 - 4 août 1923          | 1 an et 26 jours           |                                                                | Sans                                                       |
| V                                                                            | Okyar I       | 14 août 1923 - 27 octobre 1923        | 2 mois et 13 jours         |                                                                | Sans                                                       |
| Gouvernement de la république de Turquie (1923) Türkiye Cumhuriyeti Hükûmeti |               |                                       |                            |                                                                |                                                            |
| 1er                                                                          | İnönü I       | 1er novembre 1923 - 6 mars 1924       | 4 mois et 5 jours          |                                                                | Parti républicain du peuple (CHP)                          |
| 2e                                                                           | İnönü II      | 6 mars 1924 - 22 novembre 1924        | 7 mois et 27 jours         |                                                                | Parti républicain du peuple (CHP)                          |
| 3e                                                                           | Okyar II      | 22 novembre 1924 - 3 mars 1925        | 3 mois et 9 jours          |                                                                | Parti républicain du peuple (CHP)                          |
| 4e                                                                           | İnönü III     | 4 mars 1925 - 1er novembre 1927       | 2 ans, 7 mois et 28 jours  |                                                                | Parti républicain du peuple (CHP)                          |
| 5e                                                                           | İnönü IV      | 1er novembre 1927 - 27 septembre 1930 | 2 ans, 10 mois et 26 jours |                                                                | Parti républicain du peuple (CHP)                          |
| 6e                                                                           | İnönü V       | 27 septembre 1930 - 4 mai 1931        | 7 mois et 7 jours          |                                                                | Parti républicain du peuple (CHP)                          |
| 7e                                                                           | İnönü VI      | 4 mai 1931 - 1er mars 1935            | 3 ans, 9 mois et 25 jours  |                                                                | Parti républicain du peuple (CHP)                          |
| 8e                                                                           | İnönü VII     | 1er mars 1935 - 25 octobre 1937       | 2 ans, 7 mois et 24 jours  |                                                                | Parti républicain du peuple (CHP)                          |
| 9e                                                                           | Bayar I       | 25 octobre 1937 - 11 novembre 1938    | 1 an et 17 jours           |                                                                | Parti républicain du peuple (CHP)                          |
| 10e                                                                          | Bayar II      | 11 novembre 1938 - 25 janvier 1939    | 2 mois et 14 jours         |                                                                | Parti républicain du peuple (CHP)                          |
| 11e                                                                          | Saydam I      | 25 janvier 1939 - 3 avril 1939        | 2 mois et 9 jours          |                                                                | Parti républicain du peuple (CHP)                          |
| 12e                                                                          | Saydam II     | 3 avril 1939 - 8 juillet 1942         | 3 ans, 3 mois et 5 jours   |                                                                | Parti républicain du peuple (CHP)                          |
| 13e                                                                          | Saraçoğlu I   | 9 juillet 1942 - 9 mars 1943          | 8 mois                     |                                                                | Parti républicain du peuple (CHP)                          |
| 14e                                                                          | Saraçoğlu II  | 9 mars 1943 - 7 août 1946             | 3 ans, 4 mois et 29 jours  |                                                                | Parti républicain du peuple (CHP)                          |
| 15e                                                                          | Peker         | 7 août 1946 - 10 septembre 1947       | 1 an, 1 mois et 3 jours    |                                                                | Parti républicain du peuple (CHP)                          |
| 16e                                                                          | Saka I        | 10 septembre 1947 - 10 juin 1948      | 9 mois                     |                                                                | Parti républicain du peuple (CHP)                          |
| 17e                                                                          | Saka II       | 10 juin 1948 - 16 janvier 1949        | 7 mois et 6 jours          |                                                                | Parti républicain du peuple (CHP)                          |
| 18e                                                                          | Günaltay      | 16 janvier 1949 - 22 mai 1950         | 1 an, 4 mois et 6 jours    |                                                                | Parti républicain du peuple (CHP)                          |
| 19e                                                                          | Menderes I    | 22 mai 1950 - 9 mars 1951             | 9 mois et 15 jours         |                                                                | Parti démocrate (DP)                                       |
| 20e                                                                          | Menderes II   | 9 mars 1951 - 17 mai 1954             | 3 ans, 2 mois et 8 jours   |                                                                | Parti démocrate (DP)                                       |
| 21e                                                                          | Menderes III  | 17 mai 1954 - 9 décembre 1955         | 1 an, 6 mois et 22 jours   |                                                                | Parti démocrate (DP)                                       |
| 22e                                                                          | Menderes IV   | 9 décembre 1955 - 25 novembre 1957    | 1 an, 11 mois et 16 jours  |                                                                | Parti démocrate (DP)                                       |
| 23e                                                                          | Menderes V    | 25 novembre 1957 - 27 mai 1960        | 2 ans, 6 mois et 2 jours   |                                                                | Parti démocrate (DP)                                       |
| Comité d'union nationale (1960) Millî Birlik Komitesi                        |               |                                       |                            |                                                                |                                                            |
| 24e                                                                          | Gürsel I      | 27 mai 1960 - 9 mars 1961             | 9 mois et 10 jours         |                                                                | Aucun                                                      |
| 25e                                                                          | Gürsel II     | 9 mars 1961 - 27 octobre 1961         | 7 mois et 18 jours         |                                                                | Aucun                                                      |
| Gouvernement de la république de Turquie (1961) Türkiye Cumhuriyeti Hükûmeti |               |                                       |                            |                                                                |                                                            |
| 26e                                                                          | İnönü VIII    | 20 novembre 1961 - 25 juin 1961       | 7 mois et 15 jours         |                                                                | Parti républicain du peuple (CHP)                          |
| 26e                                                                          | İnönü VIII    | 20 novembre 1961 - 25 juin 1961       | 7 mois et 15 jours         | Parti de la justice (AP)                                       |                                                            |
| 27e                                                                          | İnönü IX      | 25 juin 1961 - 25 décembre 1963       | 1 an et 6 mois             |                                                                | Parti républicain du peuple (CHP)                          |
| 27e                                                                          | İnönü IX      | 25 juin 1961 - 25 décembre 1963       | 1 an et 6 mois             | Parti de la nouvelle Turquie (YTP)                             |                                                            |
| 27e                                                                          | İnönü IX      | 25 juin 1961 - 25 décembre 1963       | 1 an et 6 mois             | Parti républicain paysan de la nation (CKMP)                   |                                                            |
| 28e                                                                          | İnönü X       | 25 décembre 1963 - 20 février 1965    | 1 an, 1 mois et 26 jours   |                                                                | Parti républicain du peuple (CHP) Gouvernement minoritaire |
| 29e                                                                          | Ürgüplü       | 25 décembre 1963 - 27 octobre 1965    | 1 an, 10 mois et 2 jours   |                                                                |                                                            |
| 29e                                                                          | Ürgüplü       | 25 décembre 1963 - 27 octobre 1965    | 1 an, 10 mois et 2 jours   | Indépendants ((Bağımsız)                                       |                                                            |
| 29e                                                                          | Ürgüplü       | 25 décembre 1963 - 27 octobre 1965    | 1 an, 10 mois et 2 jours   | Parti de la justice (AP)                                       |                                                            |
| 29e                                                                          | Ürgüplü       | 25 décembre 1963 - 27 octobre 1965    | 1 an, 10 mois et 2 jours   | Parti républicain paysan de la nation (CKMP)                   |                                                            |
| 29e                                                                          | Ürgüplü       | 25 décembre 1963 - 27 octobre 1965    | 1 an, 10 mois et 2 jours   | Parti de la nation (MP)                                        |                                                            |
| 29e                                                                          | Ürgüplü       | 25 décembre 1963 - 27 octobre 1965    | 1 an, 10 mois et 2 jours   | Parti de la nouvelle Turquie (YTP)                             |                                                            |
| 30e                                                                          | Demirel I     | 25 octobre 1965 - 3 novembre 1969     | 4 ans et 9 jours           |                                                                | Parti de la justice (AP)                                   |
| 31e                                                                          | Demirel II    | 3 novembre 1969 - 6 mars 1970         | 4 mois et 3 jours          |                                                                | Parti de la justice (AP)                                   |
| 32e                                                                          | Demirel III   | 6 mars 1970 - 26 mars 1971            | 1 an et 20 jours           |                                                                | Parti de la justice (AP)                                   |
| 33e                                                                          | Erim I        | 26 mars 1971 - 11 décembre 1971       | 8 mois et 15 jours         |                                                                |                                                            |
| 33e                                                                          | Erim I        | 26 mars 1971 - 11 décembre 1971       | 8 mois et 15 jours         | Indépendants (Bağımsız)                                        |                                                            |
| 33e                                                                          | Erim I        | 26 mars 1971 - 11 décembre 1971       | 8 mois et 15 jours         | Parti de la justice (AP)                                       |                                                            |
| 33e                                                                          | Erim I        | 26 mars 1971 - 11 décembre 1971       | 8 mois et 15 jours         | Parti républicain du peuple (CHP)                              |                                                            |
| 33e                                                                          | Erim I        | 26 mars 1971 - 11 décembre 1971       | 8 mois et 15 jours         | Parti de la confiance républicaine (CGP)                       |                                                            |
| 34e                                                                          | Erim II       | 11 décembre 1971 - 22 mai 1972        | 5 mois et 11 jours         |                                                                |                                                            |
| 34e                                                                          | Erim II       | 11 décembre 1971 - 22 mai 1972        | 5 mois et 11 jours         | Indépendants (Bağımsız)                                        |                                                            |
| 34e                                                                          | Erim II       | 11 décembre 1971 - 22 mai 1972        | 5 mois et 11 jours         | Parti de la justice (AP)                                       |                                                            |
| 34e                                                                          | Erim II       | 11 décembre 1971 - 22 mai 1972        | 5 mois et 11 jours         | Parti républicain du peuple (CHP)                              |                                                            |
| 34e                                                                          | Erim II       | 11 décembre 1971 - 22 mai 1972        | 5 mois et 11 jours         | Parti de la confiance républicaine (CGP)                       |                                                            |
| 35e                                                                          | Melen         | 22 mai 1972 - 15 avril 1973           | 10 mois et 24 jours        |                                                                |                                                            |
| 35e                                                                          | Melen         | 22 mai 1972 - 15 avril 1973           | 10 mois et 24 jours        | Indépendants (Bağımsız)                                        |                                                            |
| 35e                                                                          | Melen         | 22 mai 1972 - 15 avril 1973           | 10 mois et 24 jours        | Parti de la justice (AP)                                       |                                                            |
| 35e                                                                          | Melen         | 22 mai 1972 - 15 avril 1973           | 10 mois et 24 jours        | Parti républicain du peuple (CHP)                              |                                                            |
| 35e                                                                          | Melen         | 22 mai 1972 - 15 avril 1973           | 10 mois et 24 jours        | Parti de la confiance nationale (MGP)                          |                                                            |
| 36e                                                                          | Talu          | 15 avril 1973 - 26 janvier 1974       | 9 mois et 11 jours         |                                                                |                                                            |
| 36e                                                                          | Talu          | 15 avril 1973 - 26 janvier 1974       | 9 mois et 11 jours         | Indépendants (Bağımsız)                                        |                                                            |
| 36e                                                                          | Talu          | 15 avril 1973 - 26 janvier 1974       | 9 mois et 11 jours         | Parti de la justice (AP)                                       |                                                            |
| 36e                                                                          | Talu          | 15 avril 1973 - 26 janvier 1974       | 9 mois et 11 jours         | Parti de la confiance républicaine (CGP)                       |                                                            |
| 37e                                                                          | Ecevit I      | 26 janvier 1974 - 17 novembre 1974    | 9 mois et 22 jours         |                                                                |                                                            |
| 37e                                                                          | Ecevit I      | 26 janvier 1974 - 17 novembre 1974    | 9 mois et 22 jours         | Parti républicain du peuple (CHP)                              |                                                            |
| 37e                                                                          | Ecevit I      | 26 janvier 1974 - 17 novembre 1974    | 9 mois et 22 jours         | Parti du salut national (MSP)                                  |                                                            |
| 38e                                                                          | Irmak         | 17 novembre 1974 - 31 mars 1975       | 4 mois et 14 jours         |                                                                | Aucun Gouvernement provisoire                              |
| 39e                                                                          | Demirel IV    | 31 mars 1975 - 21 juin 1977           | 2 ans, 2 mois et 21 jours  |                                                                |                                                            |
| 39e                                                                          | Demirel IV    | 31 mars 1975 - 21 juin 1977           | 2 ans, 2 mois et 21 jours  | Parti de la justice (AP)                                       |                                                            |
| 39e                                                                          | Demirel IV    | 31 mars 1975 - 21 juin 1977           | 2 ans, 2 mois et 21 jours  | Parti du salut national (MSP)                                  |                                                            |
| 39e                                                                          | Demirel IV    | 31 mars 1975 - 21 juin 1977           | 2 ans, 2 mois et 21 jours  | Parti de la confiance républicaine (CGP)                       |                                                            |
| 39e                                                                          | Demirel IV    | 31 mars 1975 - 21 juin 1977           | 2 ans, 2 mois et 21 jours  | Parti d'action nationaliste (MHP)                              |                                                            |
| 40e                                                                          | Ecevit II     | 21 juin 1977 - 17 novembre 1977       | 4 mois et 27 jours         |                                                                | Parti républicain du peuple (CHP)                          |
| 41e                                                                          | Demirel V     | 17 novembre 1977 - 5 janvier 1978     | 1 mois et 19 jours         |                                                                |                                                            |
| 41e                                                                          | Demirel V     | 17 novembre 1977 - 5 janvier 1978     | 1 mois et 19 jours         | Parti de la justice (AP)                                       |                                                            |
| 41e                                                                          | Demirel V     | 17 novembre 1977 - 5 janvier 1978     | 1 mois et 19 jours         | Parti du salut national (MSP)                                  |                                                            |
| 41e                                                                          | Demirel V     | 17 novembre 1977 - 5 janvier 1978     | 1 mois et 19 jours         | Parti d'action nationaliste (MHP)                              |                                                            |
| 42e                                                                          | Ecevit III    | 5 janvier 1978 - 12 novembre 1979     | 1 an, 10 mois et 7 jours   |                                                                |                                                            |
| 42e                                                                          | Ecevit III    | 5 janvier 1978 - 12 novembre 1979     | 1 an, 10 mois et 7 jours   | Parti républicain du peuple (CHP)                              |                                                            |
| 42e                                                                          | Ecevit III    | 5 janvier 1978 - 12 novembre 1979     | 1 an, 10 mois et 7 jours   | Parti de la confiance républicaine (CGP)                       |                                                            |
| 42e                                                                          | Ecevit III    | 5 janvier 1978 - 12 novembre 1979     | 1 an, 10 mois et 7 jours   | Parti démocratique (DP)                                        |                                                            |
| 42e                                                                          | Ecevit III    | 5 janvier 1978 - 12 novembre 1979     | 1 an, 10 mois et 7 jours   | Indépendants (Bağımsız)                                        |                                                            |
| 43e                                                                          | Demirel IV    | 12 novembre 1979 - 12 septembre 1980  | 10 mois                    |                                                                | Parti de la justice (AP)                                   |
| Conseil de la sécurité nationale (1980) Millî Güvenlik Komitesi              |               |                                       |                            |                                                                |                                                            |
| 44e                                                                          | Ulusu         | 21 septembre 1980 - 13 décembre 1983  | 3 ans, 2 mois et 22 jours  |                                                                | Aucun                                                      |
| Gouvernement de la république de Turquie (1983) Türkiye Cumhuriyeti Hükûmeti |               |                                       |                            |                                                                |                                                            |
| 45e                                                                          | Özal I        | 13 décembre 1983 - 21 décembre 1987   | 4 ans et 8 jours           |                                                                | Parti de la mère patrie (ANAP)                             |
| 46e                                                                          | Özal II       | 21 décembre 1987 - 9 novembre 1989    | 1 an, 10 mois et 19 jours  |                                                                | Parti de la mère patrie (ANAP)                             |
| 47e                                                                          | Akbulut       | 9 novembre 1989 - 23 juin 1991        | 1 an, 7 mois et 14 jours   |                                                                | Parti de la mère patrie (ANAP)                             |
| 48e                                                                          | Yılmaz I      | 23 juin 1991 - 20 novembre 1991       | 4 mois et 28 jours         |                                                                | Parti de la mère patrie (ANAP)                             |
| 49e                                                                          | Demirel V     | 20 novembre 1991 - 16 mai 1993        | 1 an, 5 mois et 26 jours   |                                                                | Parti de la juste voie (DYP)                               |
| 49e                                                                          | Demirel V     | 20 novembre 1991 - 16 mai 1993        | 1 an, 5 mois et 26 jours   | Parti populiste social-démocrate (SHP)                         |                                                            |
| 50e                                                                          | Çiller I      | 25 juin 1993 - 5 octobre 1995         | 2 ans, 3 mois et 10 jours  |                                                                | Parti de la juste voie (DYP)                               |
| 50e                                                                          | Çiller I      | 25 juin 1993 - 5 octobre 1995         | 2 ans, 3 mois et 10 jours  | Parti populiste social-démocrate (SHP)                         |                                                            |
| 51e                                                                          | Çiller II     | 5 octobre 1995 - 30 novembre 1995     | 1 mois et 25 jours         |                                                                | Parti de la juste voie (DYP) Gouvernement minoritaire      |
| 52e                                                                          | Çiller III    | 30 novembre 1995 - 6 mars 1996        | 3 mois et 5 jours          |                                                                | Parti de la juste voie (DYP) Gouvernement provisoire       |
| 52e                                                                          | Çiller III    | 30 novembre 1995 - 6 mars 1996        | 3 mois et 5 jours          | Parti populiste social-démocrate (SHP) Gouvernement provisoire |                                                            |
| 53e                                                                          | Yılmaz II     | 6 mars 1996 - 28 juin 1996            | 3 mois et 22 jours         |                                                                | Parti de la mère patrie (ANAP)                             |
| 53e                                                                          | Yılmaz II     | 6 mars 1996 - 28 juin 1996            | 3 mois et 22 jours         | Parti de la juste voie (DYP)                                   |                                                            |
| 54e                                                                          | Erbakan       | 28 juin 1996 - 30 juin 1997           | 1 an et 2 jours            |                                                                | Parti du bien-être (RP)                                    |
| 54e                                                                          | Erbakan       | 28 juin 1996 - 30 juin 1997           | 1 an et 2 jours            | Parti de la juste voie (DYP)                                   |                                                            |
| 55e                                                                          | Yılmaz III    | 30 juin 1997 - 11 janvier 1999        | 1 an, 6 mois et 12 jours   |                                                                | Parti de la mère patrie (ANAP)                             |
| 55e                                                                          | Yılmaz III    | 30 juin 1997 - 11 janvier 1999        | 1 an, 6 mois et 12 jours   | Parti démocratique de la gauche (DSP)                          |                                                            |
| 55e                                                                          | Yılmaz III    | 30 juin 1997 - 11 janvier 1999        | 1 an, 6 mois et 12 jours   | Parti démocrate de Turquie (DTP)                               |                                                            |
| 56e                                                                          | Ecevit IV     | 11 janvier 1999 - 28 mai 1999         | 4 mois et 17 jours         |                                                                | Parti démocratique de la gauche (DSP)                      |
| 57e                                                                          | Ecevit V      | 28 mai 1999 - 19 novembre 2002        | 3 ans, 5 mois et 22 jours  |                                                                | Parti démocratique de la gauche (DSP)                      |
| 57e                                                                          | Ecevit V      | 28 mai 1999 - 19 novembre 2002        | 3 ans, 5 mois et 22 jours  | Parti d'action nationaliste (MHP)                              |                                                            |
| 57e                                                                          | Ecevit V      | 28 mai 1999 - 19 novembre 2002        | 3 ans, 5 mois et 22 jours  | Parti de la mère patrie (ANAP)                                 |                                                            |
| 58e                                                                          | Gül           | 19 novembre 2002 - 12 mars 2003       | 3 mois et 21 jours         |                                                                | Parti de la justice et du développement (AKP)              |
| 59e                                                                          | Erdoğan I     | 14 mars 2003 - 29 août 2007           | 4 ans, 5 mois et 15 jours  |                                                                | Parti de la justice et du développement (AKP)              |
| 60e                                                                          | Erdoğan II    | 29 août 2007 - 6 juillet 2011         | 3 ans, 10 mois et 7 jours  |                                                                | Parti de la justice et du développement (AKP)              |
| 61e                                                                          | Erdoğan III   | 6 juillet 2011 - 29 août 2014         | 3 ans, 1 mois et 23 jours  |                                                                | Parti de la justice et du développement (AKP)              |
| 62e                                                                          | Davutoğlu I   | 29 août 2014 - 28 août 2015           | 11 mois et 30 jours        |                                                                | Parti de la justice et du développement (AKP)              |
| 63e                                                                          | Davutoğlu II  | 28 août 2015 - 24 novembre 2015       | 2 mois et 27 jours         |                                                                | Parti de la justice et du développement (AKP)              |
| 63e                                                                          | Davutoğlu II  | 28 août 2015 - 24 novembre 2015       | 2 mois et 27 jours         | Indépendants (Bağımsız)                                        |                                                            |
| 63e                                                                          | Davutoğlu II  | 28 août 2015 - 24 novembre 2015       | 2 mois et 27 jours         | Parti démocratique des peuples (HDP)                           |                                                            |
| 64e                                                                          | Davutoğlu III | 25 novembre 2015 - 24 mai 2016        | 5 mois et 29 jours         |                                                                | Parti de la justice et du développement (AKP)              |
| 65e                                                                          | Yıldırım      | 26 mai 2016 - 9 juillet 2018          | 2 ans, 1 mois et 13 jours  |                                                                | Parti de la justice et du développement (AKP)              |
| 66e                                                                          | Erdoğan IV    | 10 juillet 2018 - 3 juin 2023         | 4 ans, 10 mois et 24 jours |                                                                | Parti de la justice et du développement (AKP)              |
| 67e                                                                          | Erdoğan V     | 3 juin 2023 - En cours                | 1 an, 9 mois et 11 jours   |                                                                | Parti de la justice et du développement (AKP)              |

## Précisions
En Turquie les noms de gouvernement retenus sont ceux de l'ordre numérique (indiqué dans la gauche du tableau). Par exemple, le gouvernement İnönü X est connu sous le nom de « 28e gouvernement » (en turc : 28. Hükûmeti). Par ailleurs, le tableau, dans un souci de clarté, ne prend pas en compte les noms des chefs de gouvernement avant la loi turque sur les noms de famille. On retiendra notamment qu'avant 1934 :
- Fevzi Çakmak est nommé Fevzi Paşa ;
- Rauf Orbay est nommé Hüseyin Rauf Bey ;
- Ali Fethi Okyar est nommé Ali Fethi Bey ;
- İsmet İnönü est nommé İsmet Paşa.

Lors des périodes de vacance, le président de la Grande Assemblée nationale de Turquie assure l'intérim.